# Mirrors (Justin Timberlake)
Mirrors is een nummer van Justin Timberlake, geschreven en geproduceerd door Timberlake en Timbaland. Het werd op 11 februari 2013 uitgebracht als een promosingle van zijn derde studioalbum The 20/20 Experience via Timberlakes Twitteraccount. Enkele dagen later werd bekend dat het de officiële tweede single van het album werd, na Suit & Tie uit januari 2013. In Duitsland was het nummer per 1 maart beschikbaar als muziekdownload. Het debuteerde live tijdens de Brit Awards en bereikte de eerste positie in de Britse UK Singles Chart.

## Hitnoteringen
| Hitlijst               | Datum van binnenkomst | Hoogste positie | Aantal weken | Laatste notering |
| ---------------------- | --------------------- | --------------- | ------------ | ---------------- |
| Single Top 100         | 16-02-2013            | 10              | 40           | 11-01-2014       |
| Nederlandse Top 40     | 23-02-2013            | 7               | 19           | 29-06-2013       |
| Mega Top 50            | 16-02-2013            | 4               | 23           | 26-07-2013       |
| Vlaamse Ultratop 50    | 23-02-2013            | 17              | 17           | 06-07-2013       |
| Vlaamse Radio 2 Top 30 | 11-05-2013            | 12              | 12           | 27-07-2013       |
| Waalse Ultratop 50     | 23-02-2013            | 35              | 17           | 20-07-2013       |
| Australische Top 50    | 24-03-2013            | 10              | 19           | 28-07-2013       |
| Deense Top 40          | 22-02-2013            | 4               | 27           | 06-09-2013       |
| Duitse Top 100         | 02-03-2013            | 2               | 20           | 27-07-2013       |
| Finse Top 20           | 13-04-2013            | 12              | 6            | 18-05-2013       |
| Franse Top 200         | 23-02-2013            | 15              | 35           | 04-01-2014       |
| Nieuw-Zeelandse Top 40 | 04-03-2013            | 7               | 19           | 08-07-2013       |
| Noorse Top 20          | 23-03-2013            | 7               | 16           | 06-07-2013       |
| Oostenrijkse Top 75    | 22-01-2013            | 7               | 23           | 02-08-2013       |
| Spaanse Top 50         | 17-02-2013            | 19              | 16           | 01-09-2013       |
| UK Singles Chart       | 23-02-2013            | 1               | 36           | 26-10-2013       |
| Billboard Hot 100      | 02-03-2013            | 2               | 42           | 14-12-2013       |
| Zweedse Top 60         | 22-03-2013            | 16              | 25           | 06-09-2013       |
| Zwitserse Top 75       | 24-02-2013            | 5               | 33           | 20-10-2013       |

### Nederlandse Top 40
| Hitnotering: 23-02-2013 t/m 29-06-2013 | Hitnotering: 23-02-2013 t/m 29-06-2013 | Hitnotering: 23-02-2013 t/m 29-06-2013 | Hitnotering: 23-02-2013 t/m 29-06-2013 | Hitnotering: 23-02-2013 t/m 29-06-2013 | Hitnotering: 23-02-2013 t/m 29-06-2013 | Hitnotering: 23-02-2013 t/m 29-06-2013 | Hitnotering: 23-02-2013 t/m 29-06-2013 | Hitnotering: 23-02-2013 t/m 29-06-2013 | Hitnotering: 23-02-2013 t/m 29-06-2013 | Hitnotering: 23-02-2013 t/m 29-06-2013 | Hitnotering: 23-02-2013 t/m 29-06-2013 | Hitnotering: 23-02-2013 t/m 29-06-2013 | Hitnotering: 23-02-2013 t/m 29-06-2013 | Hitnotering: 23-02-2013 t/m 29-06-2013 | Hitnotering: 23-02-2013 t/m 29-06-2013 | Hitnotering: 23-02-2013 t/m 29-06-2013 | Hitnotering: 23-02-2013 t/m 29-06-2013 | Hitnotering: 23-02-2013 t/m 29-06-2013 | Hitnotering: 23-02-2013 t/m 29-06-2013 | Hitnotering: 23-02-2013 t/m 29-06-2013 |
| Week:                                  | 1                                      | 2                                      | 3                                      | 4                                      | 5                                      | 6                                      | 7                                      | 8                                      | 9                                      | 10                                     | 11                                     | 12                                     | 13                                     | 14                                     | 15                                     | 16                                     | 17                                     | 18                                     | 19                                     |                                        |
| -------------------------------------- | -------------------------------------- | -------------------------------------- | -------------------------------------- | -------------------------------------- | -------------------------------------- | -------------------------------------- | -------------------------------------- | -------------------------------------- | -------------------------------------- | -------------------------------------- | -------------------------------------- | -------------------------------------- | -------------------------------------- | -------------------------------------- | -------------------------------------- | -------------------------------------- | -------------------------------------- | -------------------------------------- | -------------------------------------- | -------------------------------------- |
| Positie:                               | 33                                     | 20                                     | 14                                     | 11                                     | 10                                     | 9                                      | 8                                      | 7                                      | 7                                      | 12                                     | 13                                     | 14                                     | 16                                     | 20                                     | 23                                     | 27                                     | 29                                     | 29                                     | 35                                     | uit                                    |

### Nederlandse Single Top 100
| Hitnotering (week 1 t/m 38): 16-02-2013 t/m 02-11-2013 Hitnotering (week 39 t/m 40): 04-01-2014 t/m 11-01-2014 Hitnotering (week 41): 28-11-2020 | Hitnotering (week 1 t/m 38): 16-02-2013 t/m 02-11-2013 Hitnotering (week 39 t/m 40): 04-01-2014 t/m 11-01-2014 Hitnotering (week 41): 28-11-2020 | Hitnotering (week 1 t/m 38): 16-02-2013 t/m 02-11-2013 Hitnotering (week 39 t/m 40): 04-01-2014 t/m 11-01-2014 Hitnotering (week 41): 28-11-2020 | Hitnotering (week 1 t/m 38): 16-02-2013 t/m 02-11-2013 Hitnotering (week 39 t/m 40): 04-01-2014 t/m 11-01-2014 Hitnotering (week 41): 28-11-2020 | Hitnotering (week 1 t/m 38): 16-02-2013 t/m 02-11-2013 Hitnotering (week 39 t/m 40): 04-01-2014 t/m 11-01-2014 Hitnotering (week 41): 28-11-2020 | Hitnotering (week 1 t/m 38): 16-02-2013 t/m 02-11-2013 Hitnotering (week 39 t/m 40): 04-01-2014 t/m 11-01-2014 Hitnotering (week 41): 28-11-2020 | Hitnotering (week 1 t/m 38): 16-02-2013 t/m 02-11-2013 Hitnotering (week 39 t/m 40): 04-01-2014 t/m 11-01-2014 Hitnotering (week 41): 28-11-2020 | Hitnotering (week 1 t/m 38): 16-02-2013 t/m 02-11-2013 Hitnotering (week 39 t/m 40): 04-01-2014 t/m 11-01-2014 Hitnotering (week 41): 28-11-2020 | Hitnotering (week 1 t/m 38): 16-02-2013 t/m 02-11-2013 Hitnotering (week 39 t/m 40): 04-01-2014 t/m 11-01-2014 Hitnotering (week 41): 28-11-2020 | Hitnotering (week 1 t/m 38): 16-02-2013 t/m 02-11-2013 Hitnotering (week 39 t/m 40): 04-01-2014 t/m 11-01-2014 Hitnotering (week 41): 28-11-2020 | Hitnotering (week 1 t/m 38): 16-02-2013 t/m 02-11-2013 Hitnotering (week 39 t/m 40): 04-01-2014 t/m 11-01-2014 Hitnotering (week 41): 28-11-2020 | Hitnotering (week 1 t/m 38): 16-02-2013 t/m 02-11-2013 Hitnotering (week 39 t/m 40): 04-01-2014 t/m 11-01-2014 Hitnotering (week 41): 28-11-2020 | Hitnotering (week 1 t/m 38): 16-02-2013 t/m 02-11-2013 Hitnotering (week 39 t/m 40): 04-01-2014 t/m 11-01-2014 Hitnotering (week 41): 28-11-2020 | Hitnotering (week 1 t/m 38): 16-02-2013 t/m 02-11-2013 Hitnotering (week 39 t/m 40): 04-01-2014 t/m 11-01-2014 Hitnotering (week 41): 28-11-2020 | Hitnotering (week 1 t/m 38): 16-02-2013 t/m 02-11-2013 Hitnotering (week 39 t/m 40): 04-01-2014 t/m 11-01-2014 Hitnotering (week 41): 28-11-2020 | Hitnotering (week 1 t/m 38): 16-02-2013 t/m 02-11-2013 Hitnotering (week 39 t/m 40): 04-01-2014 t/m 11-01-2014 Hitnotering (week 41): 28-11-2020 | Hitnotering (week 1 t/m 38): 16-02-2013 t/m 02-11-2013 Hitnotering (week 39 t/m 40): 04-01-2014 t/m 11-01-2014 Hitnotering (week 41): 28-11-2020 | Hitnotering (week 1 t/m 38): 16-02-2013 t/m 02-11-2013 Hitnotering (week 39 t/m 40): 04-01-2014 t/m 11-01-2014 Hitnotering (week 41): 28-11-2020 | Hitnotering (week 1 t/m 38): 16-02-2013 t/m 02-11-2013 Hitnotering (week 39 t/m 40): 04-01-2014 t/m 11-01-2014 Hitnotering (week 41): 28-11-2020 | Hitnotering (week 1 t/m 38): 16-02-2013 t/m 02-11-2013 Hitnotering (week 39 t/m 40): 04-01-2014 t/m 11-01-2014 Hitnotering (week 41): 28-11-2020 | Hitnotering (week 1 t/m 38): 16-02-2013 t/m 02-11-2013 Hitnotering (week 39 t/m 40): 04-01-2014 t/m 11-01-2014 Hitnotering (week 41): 28-11-2020 | Hitnotering (week 1 t/m 38): 16-02-2013 t/m 02-11-2013 Hitnotering (week 39 t/m 40): 04-01-2014 t/m 11-01-2014 Hitnotering (week 41): 28-11-2020 | Hitnotering (week 1 t/m 38): 16-02-2013 t/m 02-11-2013 Hitnotering (week 39 t/m 40): 04-01-2014 t/m 11-01-2014 Hitnotering (week 41): 28-11-2020 |
| Week: | 1 | 2 | 3 | 4 | 5 | 6 | 7 | 8 | 9 | 10 | 11 | 12 | 13 | 14 | 15 | 16 | 17 | 18 | 19 | 20 | 21 | 22 |
| --- | --- | --- | --- | --- | --- | --- | --- | --- | --- | --- | --- | --- | --- | --- | --- | --- | --- | --- | --- | --- | --- | --- |
| Positie: | 41 | 31 | 16 | 11 | 13 | 12 | 10 | 12 | 18 | 22 | 24 | 21 | 22 | 37 | 27 | 26 | 40 | 41 | 42 | 49 | 36 | 42 |
| Week: | 23 | 24 | 25 | 26 | 27 | 28 | 29 | 30 | 31 | 32 | 33 | 34 | 35 | 36 | 37 | 38 | | 39 | 40 | | 41 | |
| Positie: | 45 | 50 | 64 | 57 | 73 | 67 | 59 | 59 | 70 | 67 | 71 | 70 | 82 | 98 | 94 | 100 | uit | 87 | 99 | uit | 99 | uit |

### Mega Top 50
Hitnotering: week 7 2013 t/m week 29 2013. Aantal weken genoteerd: 23. Hoogste notering: #4 (1 week)

### Vlaamse Ultratop 50
| Hitnotering (week 1): 23-02-2013 Hitnotering (week 2 t/m 17): 23-03-2013 t/m 06-07-2013 | Hitnotering (week 1): 23-02-2013 Hitnotering (week 2 t/m 17): 23-03-2013 t/m 06-07-2013 | Hitnotering (week 1): 23-02-2013 Hitnotering (week 2 t/m 17): 23-03-2013 t/m 06-07-2013 | Hitnotering (week 1): 23-02-2013 Hitnotering (week 2 t/m 17): 23-03-2013 t/m 06-07-2013 | Hitnotering (week 1): 23-02-2013 Hitnotering (week 2 t/m 17): 23-03-2013 t/m 06-07-2013 | Hitnotering (week 1): 23-02-2013 Hitnotering (week 2 t/m 17): 23-03-2013 t/m 06-07-2013 | Hitnotering (week 1): 23-02-2013 Hitnotering (week 2 t/m 17): 23-03-2013 t/m 06-07-2013 | Hitnotering (week 1): 23-02-2013 Hitnotering (week 2 t/m 17): 23-03-2013 t/m 06-07-2013 | Hitnotering (week 1): 23-02-2013 Hitnotering (week 2 t/m 17): 23-03-2013 t/m 06-07-2013 | Hitnotering (week 1): 23-02-2013 Hitnotering (week 2 t/m 17): 23-03-2013 t/m 06-07-2013 | Hitnotering (week 1): 23-02-2013 Hitnotering (week 2 t/m 17): 23-03-2013 t/m 06-07-2013 | Hitnotering (week 1): 23-02-2013 Hitnotering (week 2 t/m 17): 23-03-2013 t/m 06-07-2013 | Hitnotering (week 1): 23-02-2013 Hitnotering (week 2 t/m 17): 23-03-2013 t/m 06-07-2013 | Hitnotering (week 1): 23-02-2013 Hitnotering (week 2 t/m 17): 23-03-2013 t/m 06-07-2013 | Hitnotering (week 1): 23-02-2013 Hitnotering (week 2 t/m 17): 23-03-2013 t/m 06-07-2013 | Hitnotering (week 1): 23-02-2013 Hitnotering (week 2 t/m 17): 23-03-2013 t/m 06-07-2013 | Hitnotering (week 1): 23-02-2013 Hitnotering (week 2 t/m 17): 23-03-2013 t/m 06-07-2013 | Hitnotering (week 1): 23-02-2013 Hitnotering (week 2 t/m 17): 23-03-2013 t/m 06-07-2013 | Hitnotering (week 1): 23-02-2013 Hitnotering (week 2 t/m 17): 23-03-2013 t/m 06-07-2013 | Hitnotering (week 1): 23-02-2013 Hitnotering (week 2 t/m 17): 23-03-2013 t/m 06-07-2013 |
| Week:                                                                                   | 1                                                                                       |                                                                                         | 2                                                                                       | 3                                                                                       | 4                                                                                       | 5                                                                                       | 6                                                                                       | 7                                                                                       | 8                                                                                       | 9                                                                                       | 10                                                                                      | 11                                                                                      | 12                                                                                      | 13                                                                                      | 14                                                                                      | 15                                                                                      | 16                                                                                      | 17                                                                                      |                                                                                         |
| --------------------------------------------------------------------------------------- | --------------------------------------------------------------------------------------- | --------------------------------------------------------------------------------------- | --------------------------------------------------------------------------------------- | --------------------------------------------------------------------------------------- | --------------------------------------------------------------------------------------- | --------------------------------------------------------------------------------------- | --------------------------------------------------------------------------------------- | --------------------------------------------------------------------------------------- | --------------------------------------------------------------------------------------- | --------------------------------------------------------------------------------------- | --------------------------------------------------------------------------------------- | --------------------------------------------------------------------------------------- | --------------------------------------------------------------------------------------- | --------------------------------------------------------------------------------------- | --------------------------------------------------------------------------------------- | --------------------------------------------------------------------------------------- | --------------------------------------------------------------------------------------- | --------------------------------------------------------------------------------------- | --------------------------------------------------------------------------------------- |
| Positie:                                                                                | 38                                                                                      | uit                                                                                     | 47                                                                                      | 41                                                                                      | 30                                                                                      | 21                                                                                      | 17                                                                                      | 20                                                                                      | 22                                                                                      | 24                                                                                      | 27                                                                                      | 28                                                                                      | 29                                                                                      | 31                                                                                      | 31                                                                                      | 35                                                                                      | 49                                                                                      | 45                                                                                      | uit                                                                                     |

### NPO Radio 2 Top 2000
| Nummer met noteringen in de NPO Radio 2 Top 2000 | '13  | '14 | '15 | '16  | '17  | '18  | '19  | '20  | '21  | '22  | '23  | '24  |
| ------------------------------------------------ | ---- | --- | --- | ---- | ---- | ---- | ---- | ---- | ---- | ---- | ---- | ---- |
| Mirrors                                          | 1663 | 867 | 944 | 1099 | 1298 | 1094 | 1456 | 1100 | 1381 | 1581 | 1552 | 1317 |

1. ↑  Een vetgedrukt getal geeft de hoogste notering aan.
2. ↑  2013 was het eerste jaar met een notering voor dit nummer.

## Tracklist
| Nr. | Titel                | Duur  |
| --- | -------------------- | ----- |
| 1.  | Mirrors (Radio Edit) | 08:04 |
| 2.  | Suit & Tie (Main)    | 05:28 |

## Releasedata
| Land                | Releasedatum     | Format         | Label                    |
| ------------------- | ---------------- | -------------- | ------------------------ |
| Canada              | 11 februari 2013 | Muziekdownload | Sony Music Entertainment |
| Frankrijk           | 11 februari 2013 | Muziekdownload | Sony Music Entertainment |
| Duitsland           | 11 februari 2013 | Muziekdownload | Sony Music Entertainment |
| Verenigd Koninkrijk | 11 februari 2013 | Muziekdownload | RCA Records              |
| Verenigde Staten    | 11 februari 2013 | Muziekdownload | RCA Records              |
| Duitsland           | 1 maart 2013     | Cd-single      | Sony Music Entertainment |